# Družbinec
Družbinec is een plaats in de gemeente Petrijanec in de Kroatische provincie Varaždin. De plaats telt 561 inwoners (2001).